# معاوية بن صالح
معاوية بن صالح بن حدير بن سعيد بن سعد بن فهر، أبو عمرو، وأبو عبد الرحمن الحضرمي، الشامي الحمصي. محدث من تابعي التابعين، وقاضي الأندلس، ولد في حياة طائفة من الصحابة، في خلافة عبد الملك بن مروان في حدود الثمانين من الهجرة. وتوفي سنة ثمان وخمسين ومائة.

## أخباره
- فر من الشام مع المروانية، فدخل معهم الأندلس. فلما استولى عليها عبد الرحمن بن معاوية الداخل ولاه قضاء ممالكه، ثم إنه في آخر عمره حج وحدث بالحجاز وغيرها.[1]
- أصله من حضرموت. نشأ بحمص، وخرج منها سنة 125 هـ فمر بمصر، وانتهى إلى الأندلس. فلما ملكها عبد الرحمن الداخل أرسله إلى الشام في بعض أمره، ثم ولاه قضاء الجماعة بالأندلس. وكان يحضر معه غزواته. وعزل في أواخر أيامه. قال ابن أَيْمَن - محمد بن عبد الملك - قال لي محمد بن أحمد بن أبي خيثمة: (لوددت أن أدخل الأندلس حتى أفتش عن أصول كتب معاوية بن صالح، فلما انصرفت إلى الأندلس طلبت كتبه، فوجدتها قد ضاعت بسقوط همم أهلها.[2]

## روايته للحديث النبوي
- حدث عن: راشد بن سعد، وأبي الزاهرية حدير بن كريب، ومكحول، وأبي مريم الأنصاري، ونعيم بن زياد الأنماري، ويونس بن سيف، ويحيى بن جابر الطائي، وعامر بن جشيب، وضمرة بن حبيب، وسليم بن عامر، وأزهر بن سعيد الحرازي، وحاتم بن حريث، وحبيب بن عبيد، وربيعة بن يزيد القصير، وزياد بن أبي سودة، والسفر بن نسير، وعبد الله بن أبي قيس، وصالح بن جبير الأردني، وعبد الرحمن بن جبير بن نفير، وعبد القاهر أبي عبد الله، وعبد الوهاب بن بخت، وعمير بن هانئ، والعلاء بن الحارث، وكثير بن الحارث، والقاسم أبي عبد الرحمن الدمشقي، ويحيى بن سعيد الأنصاري، وخلق سواهم.
- حدث عنه: سفيان الثوري، والليث، ورشدين بن سعد، وابن وهب، ومعن بن عيسى، وعبد الرحمن بن مهدي، وحماد بن خالد الخياط، وبشر بن السري، وزيد بن الحباب، وأبو إسحاق الفزاري، وعبد الله بن يحيى البرلسي، والواقدي، وعبد الله بن صالح كاتب الليث، وهانئ بن المتوكل، وآخرون.[1]

## أقوال العلماء فيه
الجرح والتعديل
- أبو أحمد بن عدي الجرجاني: ما أرى بحديثه بأسا وهو عندي صدوق الا أنه يقع في أحاديثه إفرادات.
- أبو إسحاق الفزاري: ما كان بأهل أن يروى عنه.
- أبو بكر البزار: ليس به بأس، ومرة: ثقة..
- أبو حاتم الرازي: صالح الحديث، حسن الحديث، يكتب حديثه، ولا يحتج به.
- أبو حاتم بن حبان البستي: ذكره في الثقات.
- أبو زرعة الرازي: ثقة محدث.
- أحمد بن حنبل: ثقة.
- أحمد بن شعيب النسائي: ثقة.
- أحمد بن صالح الجيلي: ثقة.
- ابن حجر العسقلاني: صدوق له أوهام
- الذهبي: صدوق إمام.
- عبد الرحمن بن مهدي: كان يوثقه.
- عبد الرحمن بن يوسف بن خراش: صدوق..
- محمد بن إسماعيل البخاري: كان عبد الرحمن يوثقه.
- محمد بن سعد كاتب الواقدي: ثقة كثير الحديث.
- محمد بن عمار الموصلي: الناس يروون عنه، وزعموا أنه لم يكن يدرى أي شئ الحديث.
- مصنفوا تحرير تقريب التهذيب: ثقة، وثقه الأئمة، وتبين من دراسة ترجمته أن يحيى بن سعيد وحده الذي ضعفه، وهو من المتعنتين جدا.
- موسى بن سلمة المصري: أتيته لأكتب عنه، فرأيت الملاهي، فقلت ما هذا، قال: شيء نهديه إلى ابن مسعود صاحب الأندلس، فتركته ولم أكتب عنه.
- يحيى بن سعيد القطان: ما كنا نأخذ عنه ذلك الزمان، ومرة: كان لا يرضاه.
- يحيى بن معين: ثقة، ومرة: ليس برضي، ومرة: صالح.